# Lista koncertów na Stadionie Wembley

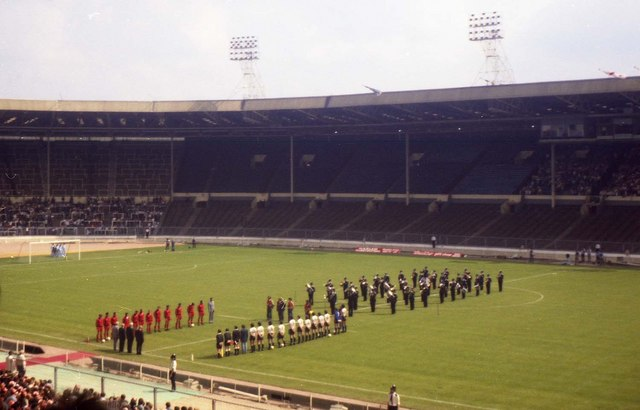
Stary Wembley (zdjęcie z maja 1980)

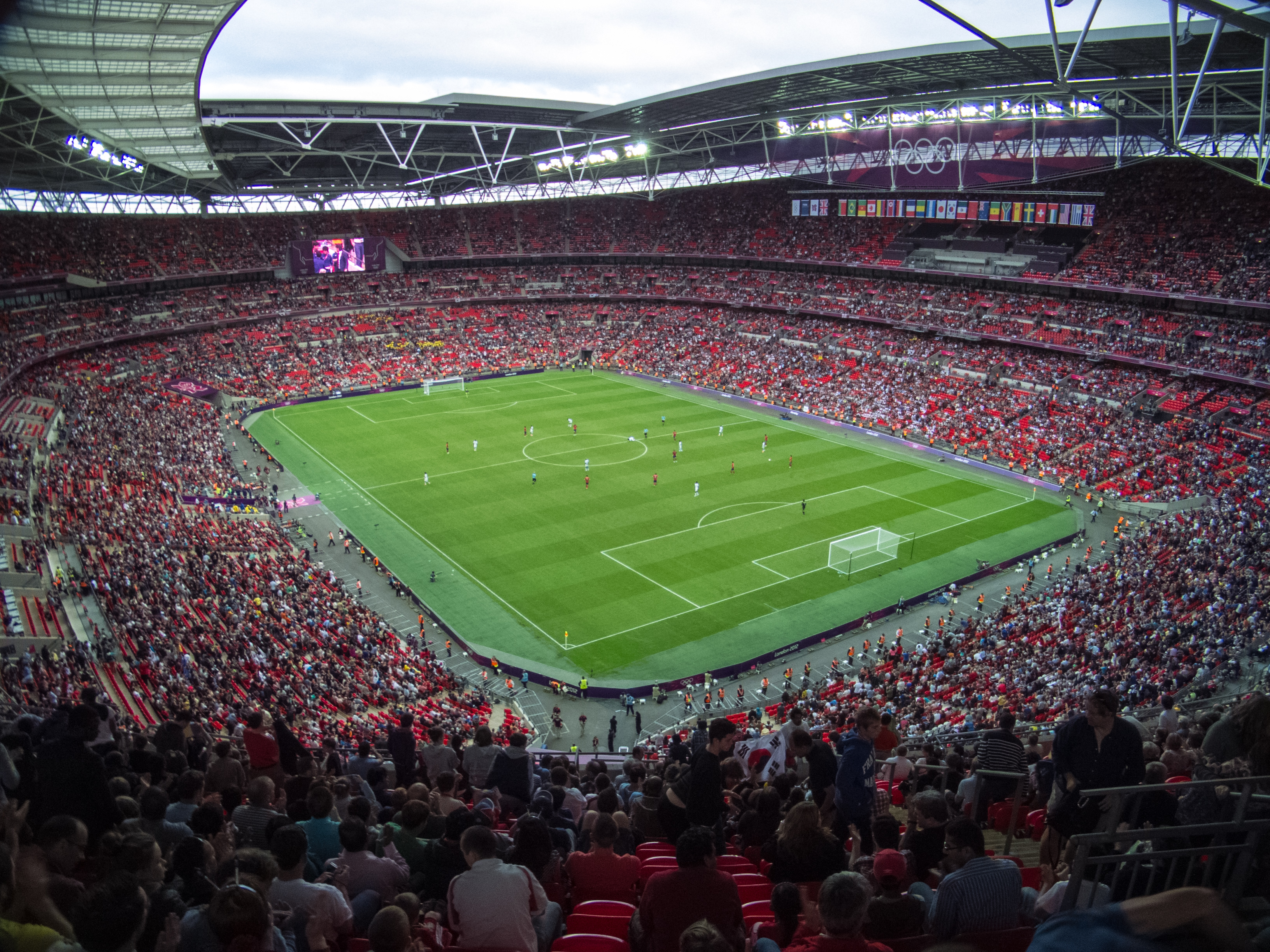
Nowy Wembley (zdjęcie z sierpnia 2012)

Artykuł przedstawia listę koncertów muzycznych, które odbyły i odbędą się na Stadionie Wembley, narodowej arenie Anglii znajdującej się w londyńskiej dzielnicy Wembley. Nazwa ta odnosi się do dwóch różnych stadionów znajdujących się w tym samym miejscu: Starego Wembley (istniejącego od 1923 do 2000) i Nowego Wembley (otwartego w 2007). Lista może być niepełna. Dane co do widowni i dochodów pochodzą od tygodnika „Billboard”.

## Stary Wembley (1923–2000)
| Data                     | Wykonawcy | Nazwa koncertu / Trasa koncertowa                                | Dodatkowe informacje |
| ------------------------ | --- | ---------------------------------------------------------------- | --- |
| 5 sierpnia 1972(dts)     | Chuck Berry Little Richard Bill Haley & His Comets Jerry Lee Lewis Bo Diddley Screaming Lord Sutch The Savages Heinz The Houseshakers | The London Rock and Roll Show                                    | Pierwszy koncert w historii stadionu, zarejestrowany na filmie koncertowym The London Rock and Roll Show. |
| 14 września 1974(dts)    | Crosby, Stills, Nash & Young |                                                                  | |
| 21 czerwca 1975(dts)     | Elton John The Beach Boys Eagles Stackrigde Joe Walsh Rufus |                                                                  | |
| 1 września 1975(dts)     | Little Feat |                                                                  | |
| 2 lipca 1978(dts)        | Electric Light Orchestra | 1978 U.K. Tour                                                   | |
| 9 lipca 1978(dts)        | Electric Light Orchestra | 1978 U.K. Tour                                                   | |
| 10 lipca 1978(dts)       | Electric Light Orchestra | 1978 U.K. Tour                                                   | |
| 11 lipca 1978(dts)       | Electric Light Orchestra | 1978 U.K. Tour                                                   | |
| 12 lipca 1978(dts)       | Electric Light Orchestra | 1978 U.K. Tour                                                   | |
| 14 lipca 1978(dts)       | Electric Light Orchestra | 1978 U.K. Tour                                                   | |
| 15 lipca 1978(dts)       | Electric Light Orchestra | 1978 U.K. Tour                                                   | |
| 16 lipca 1978(dts)       | Electric Light Orchestra | 1978 U.K. Tour                                                   | |
| 18 sierpnia 1979(dts)    | The Who The Stranglers (support) AC/DC (support) Nils Lofgren (support) | The Who Tour 1979                                                | |
| 19 czerwca 1982(dts)     | Simon & Garfunkel |                                                                  | |
| 25 czerwca 1982(dts)     | The Rolling Stones The J. Geils Band (support) Black Uhuru (support) | The Rolling Stones European Tour 1982                            | |
| 26 czerwca 1982(dts)     | The Rolling Stones The J. Geils Band (support) Black Uhuru (support) | The Rolling Stones European Tour 1982                            | |
| 31 grudnia 1983(dts)     | The Animals |                                                                  | |
| 30 czerwca 1984(dts)     | Elton John Big Country Kool and the Gang Nik Kershaw Wang Chung | Night and Day Concert                                            | Koncert wyemitowany na kanale Showtime i wydany na VHS. |
| 3 lipca 1985(dts)        | Bruce Springsteen i E Street Band | Born in the U.S.A. Tour                                          | |
| 4 lipca 1985(dts)        | Bruce Springsteen i E Street Band | Born in the U.S.A. Tour                                          | |
| 6 lipca 1985(dts)        | Bruce Springsteen i E Street Band | Born in the U.S.A. Tour                                          | |
| 13 lipca 1985(dts)       | Band Aid Paul McCartney Queen George Michael Kiki Dee Elton John The Who David Bowie Sting Dire Straits U2 Paul Young Bryan Ferry Howard Jones Phil Collins Sade Nik Kershaw Elvis Costello Spandau Ballet Ultravox Adam Ant The Boomtown Rats The Style Council Status Quo Coldstream Guards | Live Aid                                                         | Jeden z dwóch równolegle zorganizowanych koncertów (drugi odbył się na John F. Kennedy Stadium w Filadelfii), których celem była zbiórka funduszy na głodujących w Etiopii. 1,9 miliarda ludzi w 150 państwach oglądało na żywo dwa widowiska.                                                           |
| 28 czerwca 1986(dts)     | Wham! |                                                                  | Ostatni, pożegnalny koncert zespołu. |
| 5 lipca 1986(dts)        | Rod Stewart The Blow Monkeys (support) Fergal Sharkey (support) Electric Light Orchestra (support) | Every Beat Of My Heart Tour                                      | |
| 11 lipca 1986(dts)       | Queen INXS (support) The Alarm (support) Status Quo (support) | Magic Tour                                                       | Koncert wydany na VHS Queen at Wembley. |
| 12 lipca 1986(dts)       | Queen INXS (support) The Alarm (support) Status Quo (support) | Magic Tour                                                       | |
| 12 czerwca 1987(dts)     | U2 World Party (support – wieczór pierwszy) Spear Of Destiny (support – wieczór pierwszy) The Pretenders (support – wieczór pierwszy) Lone Justice (support – wieczór drugi) The Pogues (support – wieczór drugi) Lou Reed (support – wieczór drugi) | The Joshua Tree Tour                                             | |
| 13 czerwca 1987(dts)     | U2 World Party (support – wieczór pierwszy) Spear Of Destiny (support – wieczór pierwszy) The Pretenders (support – wieczór pierwszy) Lone Justice (support – wieczór drugi) The Pogues (support – wieczór drugi) Lou Reed (support – wieczór drugi) | The Joshua Tree Tour                                             | |
| 19 czerwca 1987(dts)     | David Bowie Big Country (support) | Glass Spider Tour                                                | |
| 20 czerwca 1987(dts)     | David Bowie Big Country (support) | Glass Spider Tour                                                | |
| 1 lipca 1987(dts)        | Genesis Paul Young (support) | Invisible Touch Tour                                             | |
| 2 lipca 1987(dts)        | Genesis Paul Young (support) | Invisible Touch Tour                                             | |
| 3 lipca 1987(dts)        | Genesis Paul Young (support) | Invisible Touch Tour                                             | |
| 4 lipca 1987(dts)        | Genesis Paul Young (support) | Invisible Touch Tour                                             | Koncert wydany na VHS/DVD Live at Wembley Stadium. |
| 18 sierpnia 1987(dts)    | Madonna Level 42 (support) | Who’s That Girl World Tour                                       | 216 000 sprzedanych biletów, dochód: 4 984 956 dolarów amerykańskich. Pierwsze dwa koncerty (144 tysiące biletów) wyprzedano w rekordowym czasie 18 godzin i 9 minut. |
| 19 sierpnia 1987(dts)    | Madonna Level 42 (support) | Who’s That Girl World Tour                                       | 216 000 sprzedanych biletów, dochód: 4 984 956 dolarów amerykańskich. Pierwsze dwa koncerty (144 tysiące biletów) wyprzedano w rekordowym czasie 18 godzin i 9 minut. |
| 20 sierpnia 1987(dts)    | Madonna Level 42 (support) | Who’s That Girl World Tour                                       | 216 000 sprzedanych biletów, dochód: 4 984 956 dolarów amerykańskich. Pierwsze dwa koncerty (144 tysiące biletów) wyprzedano w rekordowym czasie 18 godzin i 9 minut. |
| 11 czerwca 1988(dts)     | Sting George Michael Eurythmics Al Green Joe Cocker Jonathan Butler Freddie Jackson Ashford & Simpson Natalie Cole Al Green Tracy Chapman Phil Collins Wet Wet Wet Tony Hadley Joan Armatrading Midge Ure Paul Carrack Fish Paul Young Curt Smith Bryan Adams Bee Gees Youssou N’Dour Jackson Browne Sly & Robbie Aswad Mahlathini and the Mahotella Queens UB40 Hugh Masekela Miriam Makeba Simple Minds Johnny Marr Peter Gabriel Steven van Zandt Meat Loaf Daryl Hannah Jerry Dammers Whitney Houston Salt-n-Pepa Derek B Stevie Wonder Fat Boys Chubby Checker Dire Straits Eric Clapton Jessye Norman | Nelson Mandela 70th Birthday Tribute                             | Koncert z okazji 70. urodzin Nelsona Mandeli, obejrzany przez 600 milionów ludzi w 67 państwach. |
| 25 czerwca 1988(dts)     | Bruce Springsteen i E Street Band | Tunnel of Love Express Tour                                      | |
| 14 lipca 1988(dts)       | Michael Jackson Kim Wilde (support) | Bad World Tour                                                   | Za sprawą 504 tysięcy sprzedanych biletów (wraz z kolejnymi dwoma koncertami) Jackson znalazł się w Księdze rekordów Guinnessa. Trzeci koncert, podczas którego na widowni zasiedli księżna Diana i książę Karol, został wydany po 24 latach na DVD Live at Wembley July 16, 1988.                       |
| 15 lipca 1988(dts)       | Michael Jackson Kim Wilde (support) | Bad World Tour                                                   | Za sprawą 504 tysięcy sprzedanych biletów (wraz z kolejnymi dwoma koncertami) Jackson znalazł się w Księdze rekordów Guinnessa. Trzeci koncert, podczas którego na widowni zasiedli księżna Diana i książę Karol, został wydany po 24 latach na DVD Live at Wembley July 16, 1988.                       |
| 16 lipca 1988(dts)       | Michael Jackson Kim Wilde (support) | Bad World Tour                                                   | Za sprawą 504 tysięcy sprzedanych biletów (wraz z kolejnymi dwoma koncertami) Jackson znalazł się w Księdze rekordów Guinnessa. Trzeci koncert, podczas którego na widowni zasiedli księżna Diana i książę Karol, został wydany po 24 latach na DVD Live at Wembley July 16, 1988.                       |
| 22 lipca 1988(dts)       | Michael Jackson Kim Wilde (support) | Bad World Tour                                                   | Za sprawą 504 tysięcy sprzedanych biletów (wraz z kolejnymi dwoma koncertami) Jackson znalazł się w Księdze rekordów Guinnessa. Trzeci koncert, podczas którego na widowni zasiedli księżna Diana i książę Karol, został wydany po 24 latach na DVD Live at Wembley July 16, 1988.                       |
| 23 lipca 1988(dts)       | Michael Jackson Kim Wilde (support) | Bad World Tour                                                   | Za sprawą 504 tysięcy sprzedanych biletów (wraz z kolejnymi dwoma koncertami) Jackson znalazł się w Księdze rekordów Guinnessa. Trzeci koncert, podczas którego na widowni zasiedli księżna Diana i książę Karol, został wydany po 24 latach na DVD Live at Wembley July 16, 1988.                       |
| 5 sierpnia 1988(dts)     | Pink Floyd | A Momentary Lapse of Reason Tour                                 | |
| 6 sierpnia 1988(dts)     | Pink Floyd | A Momentary Lapse of Reason Tour                                 | |
| 26 sierpnia 1988(dts)    | Michael Jackson Kim Wilde (support) | Bad World Tour                                                   | (patrz wyżej) |
| 27 sierpnia 1988(dts)    | Michael Jackson Kim Wilde (support) | Bad World Tour                                                   | (patrz wyżej) |
| 2 września 1988(dts)     | Bruce Springsteen i E Street Band Sting Peter Gabriel Tracy Chapman Youssou N’Dour | Human Rights Now!                                                | Jeden z dwudziestu koncertów zorganizowanych przez Amnesty International. |
| 16 czerwca 1989(dts)     | Cliff Richard The Shadows (support) Aswad (support) | 30th Anniversary World Tour                                      | |
| 17 czerwca 1989(dts)     | Cliff Richard The Shadows (support) Aswad (support) | 30th Anniversary World Tour                                      | |
| 18 sierpnia 1989(dts)    | Bros Debbie Gibson (support) |                                                                  | |
| 26 sierpnia 1989(dts)    | Simple Minds Texas (support) The Silencers (support) Gun (support) | Street Fighting Years Tour                                       | |
| 16 kwietnia 1990(dts)    | Aswad Ben Elton Caiphus Semenya Daniel Lanois Denzel Washington Dudu Pukwana Geoffrey Oryema George Duke Jerry Dammers Johnny Clegg Jonas Gwangwa Jungle Brothers Lenny Henry Letta Mbulu Little Steven Manhattan Brothers Mica Paris Neneh Cherry Neville Brothers Patti LaBelle Shikisha Steven Van Zandt Terence Trent D’Arby Youssou N’Dour | Nelson Mandela: An International Tribute for a Free South Africa | Koncert zorganizowany z okazji wyjścia Nelsona Mandeli z więzienia. |
| 4 lipca 1990(dts)        | The Rolling Stones | Steel Wheels/Urban Jungle Tour                                   | |
| 6 lipca 1990(dts)        | The Rolling Stones | Steel Wheels/Urban Jungle Tour                                   | |
| 7 lipca 1990(dts)        | The Rolling Stones | Steel Wheels/Urban Jungle Tour                                   | |
| 20 lipca 1990(dts)       | Madonna Technotronic (support) | Blond Ambition World Tour                                        | |
| 21 lipca 1990(dts)       | Madonna Technotronic (support) | Blond Ambition World Tour                                        | Koncert wyemitowany na żywo przez BBC Radio 1. |
| 22 lipca 1990(dts)       | Madonna Technotronic (support) | Blond Ambition World Tour                                        | |
| 24 sierpnia 1990(dts)    | The Rolling Stones Dan Reed Network (support) | Steel Wheels/Urban Jungle Tour                                   | |
| 25 sierpnia 1990(dts)    | The Rolling Stones Dan Reed Network (support) | Steel Wheels/Urban Jungle Tour                                   | |
| 1 września 1990(dts)     | Fleetwood Mac Jethro Tull (support) Hall & Oates (support) River City People (support) | Behind The Mask World Tour                                       | |
| 15 czerwca 1991(dts)     | Rod Stewart Status Quo Joe Cocker (support) | Vagabond Tour                                                    | |
| 13 lipca 1991(dts)       | INXS Hothouse Flowers (support) Debbie Harry (support) Jesus Jones (support) Andrew Roachford (support) Jellyfish (support) | Summer XS Tour                                                   | Wydany na VHS/DVD Live Baby Live. |
| 31 sierpnia 1991(dts)    | Guns N’ Roses Skid Row (support) Nine Inch Nails (support) | Use Your Illusion Tour                                           | Ostatni koncert zespołu z udziałem gitarzysty Izzy’ego Stradlina. |
| 20 kwietnia 1992(dts)    | Metallica Extreme Def Leppard Bob Geldof Spinal Tap Guns N’ Roses Queen Joe Elliott Slash Roger Daltrey Tony Iommi Zucchero Gary Cherone James Hetfield Robert Plant Spike Edney Paul Young Seal Lisa Stansfield David Bowie Annie Lennox Ian Hunter Mick Ronson Phil Collen George Michael Elton John Axl Rose Liza Minnelli | The Freddie Mercury Tribute Concert                              | Koncert zorganizowany w celu oddania hołdu zmarłemu kilka miesięcy wcześniej na AIDS Freddiemu Mercury’emu, wokaliście zespołu Queen. Szacuje się, że oglądało go miliard ludzi w 76 państwach. Cały dochód przekazano na walkę z AIDS. Później zapis koncertu ukazał się na VHS, a po 10 latach na DVD. |
| 13 czerwca 1992(dts)     | Guns N’ Roses Faith No More (support) Soundgarden (support) | Use Your Illusion Tour                                           | |
| 18 lipca 1992(dts)       | Bryan Adams Extreme (support) Squeeze (support) Little Angels (support) | Waking Up the Nation Tour                                        | |
| 30 lipca 1992(dts)       | Michael Jackson Kris Kross (support) Rozalla (support) | Dangerous World Tour                                             | |
| 31 lipca 1992(dts)       | Michael Jackson Kris Kross (support) Rozalla (support) | Dangerous World Tour                                             | |
| 20 sierpnia 1992(dts)    | Michael Jackson Kris Kross (support) Rozalla (support) | Dangerous World Tour                                             | |
| 22 sierpnia 1992(dts)    | Michael Jackson Kris Kross (support) Rozalla (support) | Dangerous World Tour                                             | |
| 23 sierpnia 1992(dts)    | Michael Jackson Kris Kross (support) Rozalla (support) | Dangerous World Tour                                             | |
| 31 lipca 1993(dts)       | Prince D’Influence (support) | Act II                                                           | |
| 11 sierpnia 1993(dts)    | U2 PJ Harvey (support – wieczór pierwszy i drugi) Big Audio Dynamite II (support – wieczór pierwszy i drugi) Utah Saints (support – wieczór trzeci) Stereo MC’s (support – wieczór trzeci i czwarty) Björk (support – wieczór czwarty) | Zoo TV Tour                                                      | |
| 12 sierpnia 1993(dts)    | U2 PJ Harvey (support – wieczór pierwszy i drugi) Big Audio Dynamite II (support – wieczór pierwszy i drugi) Utah Saints (support – wieczór trzeci) Stereo MC’s (support – wieczór trzeci i czwarty) Björk (support – wieczór czwarty) | Zoo TV Tour                                                      | |
| 20 sierpnia 1993(dts)    | U2 PJ Harvey (support – wieczór pierwszy i drugi) Big Audio Dynamite II (support – wieczór pierwszy i drugi) Utah Saints (support – wieczór trzeci) Stereo MC’s (support – wieczór trzeci i czwarty) Björk (support – wieczór czwarty) | Zoo TV Tour                                                      | |
| 21 sierpnia 1993(dts)    | U2 PJ Harvey (support – wieczór pierwszy i drugi) Big Audio Dynamite II (support – wieczór pierwszy i drugi) Utah Saints (support – wieczór trzeci) Stereo MC’s (support – wieczór trzeci i czwarty) Björk (support – wieczór czwarty) | Zoo TV Tour                                                      | |
| 28 sierpnia 1993(dts)    | Jean-Michel Jarre | Europe in Concert                                                | |
| 25 września 1993(dts)    | Madonna U.N.V. (support) | The Girlie Show World Tour                                       | |
| 26 września 1993(dts)    | Madonna U.N.V. (support) | The Girlie Show World Tour                                       | Koncert wyemitowany 26 grudnia tego samego roku przez BBC Radio 1. |
| 17 czerwca 1995(dts)     | Rod Stewart | A Spanner in the Works Tour                                      | |
| 23 czerwca 1995(dts)     | Bon Jovi Van Halen (support) Ugly Kid Joe (support – wieczór pierwszy i trzeci) Crown of Thorns (support – wieczór pierwszy i drugi) Thunder (support – wieczór drugi) | These Days Tour                                                  | |
| 24 czerwca 1995(dts)     | Bon Jovi Van Halen (support) Ugly Kid Joe (support – wieczór pierwszy i trzeci) Crown of Thorns (support – wieczór pierwszy i drugi) Thunder (support – wieczór drugi) | These Days Tour                                                  | |
| 25 czerwca 1995(dts)     | Bon Jovi Van Halen (support) Ugly Kid Joe (support – wieczór pierwszy i trzeci) Crown of Thorns (support – wieczór pierwszy i drugi) Thunder (support – wieczór drugi) | These Days Tour                                                  | Koncert wydany na VHS/DVD Live from London. |
| 11 lipca 1995(dts)       | The Rolling Stones The Black Crowes (support) | Voodoo Lounge Tour                                               | |
| 15 lipca 1995(dts)       | The Rolling Stones The Black Crowes (support) | Voodoo Lounge Tour                                               | |
| 16 lipca 1995(dts)       | The Rolling Stones The Black Crowes (support) | Voodoo Lounge Tour                                               | |
| 13 lipca 1996(dts)       | Eagles Kenny Wayne Shepherd (support) | Hell Freezes Tour                                                | |
| 14 lipca 1996(dts)       | Eagles Kenny Wayne Shepherd (support) | Hell Freezes Tour                                                | |
| 20 lipca 1996(dts)       | Tina Turner Toto (support) Steve Lukather (support) | Wildest Dreams Tour                                              | |
| 21 lipca 1996(dts)       | Tina Turner Toto (support) Steve Lukather (support) | Wildest Dreams Tour                                              | |
| 27 lipca 1996(dts)       | Bryan Adams Del Amitri (support) | 18 Til I Die Tour                                                | |
| 3 sierpnia 1996(dts)     | Eagles Kenny Wayne Shepherd (support) | Hell Freezes Tour                                                | |
| 28 czerwca 1997(dts)     | Noel Richards Delirious? (support) The Wades (support) Graham Kendrick (support) Matt Redman | Champion of the World                                            | |
| 12 lipca 1997(dts)       | Michael Jackson | HIStory World Tour                                               | 212 601 sprzedanych biletów, dochód: 9 236 683 dolarów amerykańskich. |
| 15 lipca 1997(dts)       | Michael Jackson | HIStory World Tour                                               | 212 601 sprzedanych biletów, dochód: 9 236 683 dolarów amerykańskich. |
| 17 lipca 1997(dts)       | Michael Jackson | HIStory World Tour                                               | 212 601 sprzedanych biletów, dochód: 9 236 683 dolarów amerykańskich. |
| 16 sierpnia 1997(dts)    | Jon Bon Jovi Chaka Khan k.d. lang Mary J. Blige Robert Palmer Rod Stewart Seal Steve Winwood Toni Braxton Yazawa | The Carlsberg Concert ’97                                        | Koncert z okazji 150-lecia firmy Carlsberg. |
| 22 sierpnia 1997(dts)    | U2 Audioweb (support) Longpigs (support) | PopMart Tour                                                     | 144 308 sprzedanych biletów, dochód: 6 753 356 dolarów amerykańskich. |
| 23 sierpnia 1997(dts)    | U2 Audioweb (support) Longpigs (support) | PopMart Tour                                                     | 144 308 sprzedanych biletów, dochód: 6 753 356 dolarów amerykańskich. |
| 6 czerwca 1998(dts)      | Elton John Billy Joel | Face to Face 1998                                                | |
| 7 czerwca 1998(dts)      | Elton John Billy Joel | Face to Face 1998                                                | |
| 5 września 1998(dts)     | Bee Gees | One Night Only Tour                                              | |
| 19 września 1998(dts)    | Spice Girls | Spiceworld Tour                                                  | |
| 20 września 1998(dts)    | Spice Girls | Spiceworld Tour                                                  | |
| 11 czerwca 1999(dts)     | The Rolling Stones Sheryl Crow (support) | No Security Tour                                                 | 139 962 sprzedanych biletów, dochód: 7 174 154 dolarów amerykańskich. |
| 12 czerwca 1999(dts)     | The Rolling Stones Sheryl Crow (support) | No Security Tour                                                 | 139 962 sprzedanych biletów, dochód: 7 174 154 dolarów amerykańskich. |
| 26 czerwca 1999(dts)     | Aerosmith Lenny Kravitz (support) Stereophonics (support) The Black Crowes (support) 3 Colours Red (support) | Toxic Twin Towers Ball (Aerosmith) Nine Lives Tour (Aerosmith)   | |
| 10 lipca 1999(dts)       | Céline Dion | Let’s Talk About Love World Tour                                 | |
| 11 lipca 1999(dts)       | Céline Dion | Let’s Talk About Love World Tour                                 | |
| 9 października 1999(dts) | Robbie Williams Eurythmics The Corrs Catatonia Bush Bryan Adams George Michael David Bowie Stereophonics | NetAid                                                           | Koncert charytatywny zorganizowany przez NetAid. |
| 15 lipca 2000(dts)       | Tina Turner Lionel Richie (support) John Fogerty (support) | Twenty Four Seven Tour                                           | Zmontowany koncert został wydany na DVD One Last Time Live in Concert. |
| 16 lipca 2000(dts)       | Tina Turner Lionel Richie (support) John Fogerty (support) | Twenty Four Seven Tour                                           | Zmontowany koncert został wydany na DVD One Last Time Live in Concert. |
| 21 lipca 2000(dts)       | Oasis Happy Mondays (support) Doves (support) | Standing on the Shoulder of Giants Tour                          | Koncert wydany na CD Familiar to Millions. |
| 22 lipca 2000(dts)       | Oasis Happy Mondays (support) Doves (support) | Standing on the Shoulder of Giants Tour                          | |
| 19 sierpnia 2000(dts)    | Bon Jovi Toploader (support) | Crush Tour                                                       | Ostatnie koncerty na Starym Wembley. |
| 20 sierpnia 2000(dts)    | Bon Jovi Toploader (support) | Crush Tour                                                       | Ostatnie koncerty na Starym Wembley. |

## Nowy Wembley (od 2007)
| Data                  | Wykonawcy | Nazwa koncertu / Trasa koncertowa | Sprzedane bilety  | Dochód (USD) | Dodatkowe informacje |
| --------------------- | --- | --------------------------------- | ----------------- | ------------ | --- |
| 9 czerwca 2007(dts)   | George Michael | 25 Live                           | 172 458           | 24 490 995   | Pierwsze koncerty na Nowym Wembley. |
| 10 czerwca 2007(dts)  | George Michael | 25 Live                           | 172 458           | 24 490 995   | Pierwsze koncerty na Nowym Wembley. |
| 16 czerwca 2007(dts)  | Muse The Streets (support – wieczór pierwszy) Dirty Pretty Things (support – wieczór pierwszy) Rodrigo y Gabriela (support – wieczór pierwszy) My Chemical Romance (support – wieczór drugi) Biffy Clyro (support – wieczór drugi) Shy Child (support – wieczór drugi) | Black Holes and Revelations Tour  | NO                | NO           | Wydany album DVD/CD HAARP. Na CD znalazł się zapis pierwszego koncertu, a na DVD – drugiego. |
| 17 czerwca 2007(dts)  | Muse The Streets (support – wieczór pierwszy) Dirty Pretty Things (support – wieczór pierwszy) Rodrigo y Gabriela (support – wieczór pierwszy) My Chemical Romance (support – wieczór drugi) Biffy Clyro (support – wieczór drugi) Shy Child (support – wieczór drugi) | Black Holes and Revelations Tour  |                   |              | Wydany album DVD/CD HAARP. Na CD znalazł się zapis pierwszego koncertu, a na DVD – drugiego. |
| 1 lipca 2007(dts)     | Elton John Duran Duran James Morrison Lily Allen Fergie The Feeling Pharrell Williams Nelly Furtado English National Ballet Status Quo Joss Stone Roger Hodgson Orson Tom Jones Joe Perry Will Young Natasha Bedingfield Bryan Ferry Anastacia Connie Fisher Andrea Ross Andrea Bocelli Josh Groban Sarah Brightman Donny Osmond Jason Donovan Lee Mead Chickenshed Rod Stewart Kanye West P. Diddy Take That Ricky Gervais | Concert for Diana                 | NO                | NO           | Koncert zorganizowany z okazji minięcia 10 lat od śmierci księżnej Diany. Oglądało go na żywo około pół miliarda ludzi w 140 państwach.                                                                                 |
| 7 lipca 2007(dts)     | SOS Allstars Genesis Razorlight Snow Patrol Damien Rice David Gray Kasabian Paolo Nutini The Black Eyed Peas John Legend Duran Duran Red Hot Chili Peppers Bloc Party Corinne Bailey Rae Terra Naomi Keane Metallica Spinal Tap James Blunt Beastie Boys The Pussycat Dolls Foo Fighters Madonna Gogol Bordello | Live Earth                        | NO                | NO           | Jeden z dwunastu równolegle zorganizowanych koncertów Live Earth, których celem było zwrócenie uwagi na problem globalnego ocieplenia. Oglądało je na żywo około dwa miliardy ludzi.                                    |
| 8 lipca 2007(dts)     | Metallica HIM (support) Machine Head (support) Mastodon (support) | Sick of the Studio ’07            | NO                | NO           | |
| 6 czerwca 2008(dts)   | Foo Fighters |                                   | NO                | NO           | Zmontowany koncert wydany na DVD Live at Wembley Stadium. |
| 7 czerwca 2008(dts)   | Foo Fighters |                                   | NO                | NO           | Zmontowany koncert wydany na DVD Live at Wembley Stadium. |
| 11 września 2008(dts) | Madonna Paul Oakenfold (support) | Sticky & Sweet Tour               | 73 349            | 11 796 540   | Dzięki dochodowi Madonna ustanowiła rekord dla obu stadionów Wembley. |
| 26 czerwca 2008(dts)  | AC/DC The Subways (support) The Answer (support) | Black Ice World Tour              | NO                | NO           | |
| 1 lipca 2009(dts)     | Take That Gary Go (support) James Morrison (support – wieczór pierwszy) The Script (support – wieczór drugi) Lady Gaga (support – wieczór trzeci i czwarty) | The Circus Live                   | NO                | NO           | Zmontowany koncert został wydany na DVD/CD The Greatest Day – Take That Present: The Circus Live. Rekord dla najszybciej wyprzedanej trasy w historii Wielkiej Brytanii.                                                |
| 3 lipca 2009(dts)     | Take That Gary Go (support) James Morrison (support – wieczór pierwszy) The Script (support – wieczór drugi) Lady Gaga (support – wieczór trzeci i czwarty) | The Circus Live                   | NO                | NO           | Zmontowany koncert został wydany na DVD/CD The Greatest Day – Take That Present: The Circus Live. Rekord dla najszybciej wyprzedanej trasy w historii Wielkiej Brytanii.                                                |
| 4 lipca 2009(dts)     | Take That Gary Go (support) James Morrison (support – wieczór pierwszy) The Script (support – wieczór drugi) Lady Gaga (support – wieczór trzeci i czwarty) | The Circus Live                   | NO                | NO           | Zmontowany koncert został wydany na DVD/CD The Greatest Day – Take That Present: The Circus Live. Rekord dla najszybciej wyprzedanej trasy w historii Wielkiej Brytanii.                                                |
| 5 lipca 2009(dts)     | Take That Gary Go (support) James Morrison (support – wieczór pierwszy) The Script (support – wieczór drugi) Lady Gaga (support – wieczór trzeci i czwarty) | The Circus Live                   | NO                | NO           | Zmontowany koncert został wydany na DVD/CD The Greatest Day – Take That Present: The Circus Live. Rekord dla najszybciej wyprzedanej trasy w historii Wielkiej Brytanii.                                                |
| 9 lipca 2009(dts)     | Oasis Kasabian (support) The Enemy (support) Reverend and The Makers | Dig Out Your Soul Tour            | NO                | NO           | |
| 11 lipca 2009(dts)    | Oasis Kasabian (support) The Enemy (support) Reverend and The Makers | Dig Out Your Soul Tour            | NO                | NO           | |
| 12 lipca 2009(dts)    | Oasis Kasabian (support) The Enemy (support) Reverend and The Makers | Dig Out Your Soul Tour            | NO                | NO           | |
| 14 sierpnia 2009(dts) | U2 The Hours (support) Elbow (support – wieczór pierwszy) Glasvegas (support – wieczór drugi) | U2 360° Tour                      | 164 244           | 20 680 860   | Zespół pobił rekord dla największej widowni w historii obu stadionów Wembley, ponadto U2 360° Tour jest najbardziej dochodową trasą wszech czasów.                                                                      |
| 15 sierpnia 2009(dts) | U2 The Hours (support) Elbow (support – wieczór pierwszy) Glasvegas (support – wieczór drugi) | U2 360° Tour                      | 164 244           | 20 680 860   | Zespół pobił rekord dla największej widowni w historii obu stadionów Wembley, ponadto U2 360° Tour jest najbardziej dochodową trasą wszech czasów.                                                                      |
| 18 września 2009(dts) | Coldplay Jay-Z (support) Girls Aloud (support) White Lies (support) | Viva la Vida Tour                 | NO                | NO           | |
| 19 września 2009(dts) | Coldplay Jay-Z (support) Girls Aloud (support) White Lies (support) | Viva la Vida Tour                 | NO                | NO           | |
| 6 czerwca 2010(dts)   | Rihanna Usher Justin Bieber Ke$ha Skepta Cheryl Cole JLS Jason Derulo Scouting for Girls Alexandra Burke Dizzee Rascal Pixie Lott Chipmunk Ellie Goulding The Wanted Tinie Tempah Marina and the Diamonds Esmée Denters will.i.am Labrinth Sean Kingston Calvin Harris Florence and the Machine | Summertime Ball 2010              | NO                | NO           | Druga edycja festiwalu organizowanego przez stację radiową Capital FM. |
| 19 czerwca 2010(dts)  | Green Day Joan Jett & The Blackhearts (support) Frank Turner (support) | 21st Century Breakdown World Tour | NO                | NO           | |
| 10 września 2010(dts) | Muse Lily Allen (support – wieczór pierwszy) The Big Pink (support – wieczór pierwszy) White Rabbits (support – wieczór pierwszy) Biffy Clyro (support – wieczór drugi) White Lies (support – wieczór drugi) I Am Arrows (support – wieczór drugi) | The Resistance Tour               | NO                | NO           | |
| 11 września 2010(dts) | Muse Lily Allen (support – wieczór pierwszy) The Big Pink (support – wieczór pierwszy) White Rabbits (support – wieczór pierwszy) Biffy Clyro (support – wieczór drugi) White Lies (support – wieczór drugi) I Am Arrows (support – wieczór drugi) | The Resistance Tour               | NO                | NO           | |
| 12 czerwca 2011(dts)  | Jennifer Lopez JLS Jessie J Enrique Iglesias Nicole Scherzinger The Wanted Cee Lo Green LMFAO Mike Posner Far East Movement Katy B Example Wretch 32 Mann Ne-Yo Dev The Cataracs Lauren Bennett Devlin | Summertime Ball 2011              | NO                | NO           | Trzecia edycja festiwalu. |
| 30 czerwca 2011(dts)  | Take That Pet Shop Boys (support) | Progress Live                     | 623 737           | 61 713 184   | Take That pobili własny rekord najszybciej wyprzedanej trasy w historii Wielkiej Brytanii. Poza tym zespół pobił rekord obu stadionów Wembley – przed nimi nikt nie występował tu aż ośmiokrotnie podczas jednej trasy. |
| 1 lipca 2011(dts)     | Take That Pet Shop Boys (support) | Progress Live                     | 623 737           | 61 713 184   | Take That pobili własny rekord najszybciej wyprzedanej trasy w historii Wielkiej Brytanii. Poza tym zespół pobił rekord obu stadionów Wembley – przed nimi nikt nie występował tu aż ośmiokrotnie podczas jednej trasy. |
| 2 lipca 2011(dts)     | Take That Pet Shop Boys (support) | Progress Live                     | 623 737           | 61 713 184   | Take That pobili własny rekord najszybciej wyprzedanej trasy w historii Wielkiej Brytanii. Poza tym zespół pobił rekord obu stadionów Wembley – przed nimi nikt nie występował tu aż ośmiokrotnie podczas jednej trasy. |
| 4 lipca 2011(dts)     | Take That Pet Shop Boys (support) | Progress Live                     | 623 737           | 61 713 184   | Take That pobili własny rekord najszybciej wyprzedanej trasy w historii Wielkiej Brytanii. Poza tym zespół pobił rekord obu stadionów Wembley – przed nimi nikt nie występował tu aż ośmiokrotnie podczas jednej trasy. |
| 5 lipca 2011(dts)     | Take That Pet Shop Boys (support) | Progress Live                     | 623 737           | 61 713 184   | Take That pobili własny rekord najszybciej wyprzedanej trasy w historii Wielkiej Brytanii. Poza tym zespół pobił rekord obu stadionów Wembley – przed nimi nikt nie występował tu aż ośmiokrotnie podczas jednej trasy. |
| 6 lipca 2011(dts)     | Take That Pet Shop Boys (support) | Progress Live                     | 623 737           | 61 713 184   | Take That pobili własny rekord najszybciej wyprzedanej trasy w historii Wielkiej Brytanii. Poza tym zespół pobił rekord obu stadionów Wembley – przed nimi nikt nie występował tu aż ośmiokrotnie podczas jednej trasy. |
| 8 lipca 2011(dts)     | Take That Pet Shop Boys (support) | Progress Live                     | 623 737           | 61 713 184   | Take That pobili własny rekord najszybciej wyprzedanej trasy w historii Wielkiej Brytanii. Poza tym zespół pobił rekord obu stadionów Wembley – przed nimi nikt nie występował tu aż ośmiokrotnie podczas jednej trasy. |
| 9 lipca 2011(dts)     | Take That Pet Shop Boys (support) | Progress Live                     | 623 737           | 61 713 184   | Take That pobili własny rekord najszybciej wyprzedanej trasy w historii Wielkiej Brytanii. Poza tym zespół pobił rekord obu stadionów Wembley – przed nimi nikt nie występował tu aż ośmiokrotnie podczas jednej trasy. |
| 9 czerwca 2012(dts)   | Katy Perry Coldplay Justin Bieber Ed Sheeran Usher Skepta The Wanted Jessie J Kelly Clarkson Flo Rida Example Pitbull Rita Ora Conor Maynard Cover Drive Lawson Dizzee Rascal Cheryl Rizzle Kicks Carly Rae Jepsen | Summertime Ball 2012              | NO                | NO           | Czwarta edycja festiwalu. |
| 9 czerwca 2013(dts)   | Taylor Swift Justin Timberlake will.i.am Robbie Williams Olly Murs Jessie J The Wanted Labrinth The Saturdays Ellie Goulding Lawson Rizzle Kicks Union Disclosure AlunaGeorge Robin Thicke Naughty Boy Rudimental Duke Dumont James Arthur Psy Eliza Doolittle Sam Smith Ella Henderson B.o.B A*M*E Ella Eyre John Newman Ed Sheeran                                                                                        | Summertime Ball 2013              | NO                | NO           | Piąta edycja festiwalu. Koncert wyprzedano w godzinę. |
| 15 czerwca 2013(dts)  | Bruce Springsteen i E Street Band | Wrecking Ball Tour                | 70 425            | 6 479 237    | |
| 22 czerwca 2013(dts)  | The Killers James (support) The Gaslight Anthem (support) | Battle Born World Tour            | 69 745            | 5 238 171    | |
| 29 czerwca 2013(dts)  | Robbie Williams Olly Murs (support) | Take the Crown Stadium Tour       | 263 288           | 22 653 210   | |
| 30 czerwca 2013(dts)  | Robbie Williams Olly Murs (support) | Take the Crown Stadium Tour       | 263 288           | 22 653 210   | |
| 2 lipca 2013(dts)     | Robbie Williams Olly Murs (support) | Take the Crown Stadium Tour       | 263 288           | 22 653 210   | |
| 5 lipca 2013(dts)     | Robbie Williams Olly Murs (support) | Take the Crown Stadium Tour       | 263 288           | 22 653 210   | |
| 14 września 2013(dts) | Roger Waters | The Wall Live                     | 57 803            | 6 385 728    | |
| 6 czerwca 2014(dts)   | One Direction 5 Seconds of Summer (support) | Where We Are Tour                 | 236 566           | 20 017 900   | |
| 7 czerwca 2014(dts)   | One Direction 5 Seconds of Summer (support) | Where We Are Tour                 | 236 566           | 20 017 900   | |
| 8 czerwca 2014(dts)   | One Direction 5 Seconds of Summer (support) | Where We Are Tour                 | 236 566           | 20 017 900   | |
| 21 czerwca 2014(dts)  | Miley Cyrus Pharrell Williams David Guetta Little Mix Ed Sheeran Enrique Iglesias Cheryl 5 Seconds of Summer Calvin Harris Ellie Goulding The Vamps Jessie J Iggy Azalea Rita Ora Clean Bandit Ella Henderson Austin Mahone Duke Dumont Union J Kiesza Rixton Jess Glynne Charli XCX Nathan Sykes A*M*E Kelli-Leigh DJ Cassidy                                                                                              | Summertime Ball 2014              | NO                | NO           | Szósta edycja festiwalu. |
| 11 lipca 2014(dts)    | Eminem |                                   | NO                | NO           | |
| 12 lipca 2014(dts)    | Eminem |                                   | NO                | NO           | |
| 6 czerwca 2015(dts)   | One Direction Avicii Ariana Grande Little Mix Olly Murs Kelly Clarkson Jason Derulo Flo Rida Carly Rae Jepsen Pitbull Meghan Trainor Martin Garrix Ne-Yo Fifth Harmony Nick Jonas Jess Glynne Rixton Omi Nathan Sykes LunchMoney Lewis Tinie Tempah | Summertime Ball 2015              | NO                | NO           | Siódma edycja festiwalu. |
| 4 lipca 2015(dts)     | AC/DC Vintage Trouble (support) | Rock or Bust World Tour           | 80 000/80 000     |              | |
| 10 lipca 2015(dts)    | Ed Sheeran OneRepublic (support) Foy Vance (support) Rudimental (support) Example (support) Passenger (support) | x Tour                            | 229 725           | 18 008 988   | Zmontowany zapis koncertu ukazał się na Blu-rayu Jumpers for Goalposts: Live at Wembley Stadium. |
| 11 lipca 2015(dts)    | Ed Sheeran OneRepublic (support) Foy Vance (support) Rudimental (support) Example (support) Passenger (support) | x Tour                            | 229 725           | 18 008 988   | Zmontowany zapis koncertu ukazał się na Blu-rayu Jumpers for Goalposts: Live at Wembley Stadium. |
| 12 lipca 2015(dts)    | Ed Sheeran OneRepublic (support) Foy Vance (support) Rudimental (support) Example (support) Passenger (support) | x Tour                            | 229 725           | 18 008 988   | Zmontowany zapis koncertu ukazał się na Blu-rayu Jumpers for Goalposts: Live at Wembley Stadium. |
| 5 lipca 2016(dts)     | Bruce Springsteen i The E Street Band | The River Tour 2016               | 68 696            | 9 251 527    | |
| 11 czerwca 2016(dts)  | Little Mix Tinie Tempah Ariana Grande Flo Rida will.i.am Zara Larsson Nick Jonas Jess Glynne The Vamps Clean Bandit Louisa Johnson Years & Years Jillonare Craig David Lukas Graham Nathan Sykes Sigala Mike Posner WSTRN Dizzee Rascal Lydia Lucy Imani Williams John Newman Bryn Christopher Katy B MNEK | Summertime Ball 2016              | NO                | NO           | Ósma edycja festiwalu. |
| 15 czerwca 2016(dts)  | Coldplay Lianne La Havas (support) | A Head Full of Dreams Tour        | 303 985           | 28 810 200   | |
| 16 czerwca 2016(dts)  | Coldplay Lianne La Havas (support) | A Head Full of Dreams Tour        | 303 985           | 28 810 200   | |
| 18 czerwca 2016(dts)  | Coldplay Lianne La Havas (support) | A Head Full of Dreams Tour        | 303 985           | 28 810 200   | |
| 19 czerwca 2016(dts)  | Coldplay Lianne La Havas (support) | A Head Full of Dreams Tour        | 303 985           | 28 810 200   | |
| 24 czerwca 2016(dts)  | Rihanna Big Sean (support) DJ Mustard (support) | Anti World Tour                   | NO                | NO           | |
| 2 lipca 2016(dts)     | Beyoncé DJ Magnum (support) | The Formation World Tour          | 142 500           | 15 301 688   | |
| 3 lipca 2016(dts)     | Beyoncé DJ Magnum (support) | The Formation World Tour          | 142 500           | 15 301 688   | |
| 10 września 2016(dts) | Billy Joel | Billy Joel in Concert             | 63 379            | 5 948 960    | |
| 10 czerwca 2017(dts)  | Bruno Mars Little Mix Shawn Mendes Niall Horan Charlie Puth Zedd Olly Murs Stormzy Dua Lipa Zara Larsson Anne-Marie 5 After Midnight James Arthur JP Cooper The Vamps Louisa Johnson Sean Paul Jax Jones Raye Julia Michaels Martin Jensen Rag’n’Bone Man Sigala Hailee Steinfeld Ella Eyre Imani Williams Craig David | Summertime Ball 2017              | NO                | NO           | Dziewiąta edycja festiwalu. |
| 17 czerwca 2017(dts)  | The Stone Roses |                                   | NO                | NO           | |
| 24 czerwca 2017(dts)  | Electric Light Orchestra The Shires (support) Tom Chaplin (support) |                                   | NO                | NO           | |
| 28 czerwca 2017(dts)  | Adele | Adele Live 2017                   | 195 000           |              | |
| 29 czerwca 2017(dts)  | Adele | Adele Live 2017                   | 195 000           |              | |
| 14 czerwca 2018(dts)  | Ed Sheeran Anne-Marie (support) | ÷ Tour                            | 299 013 / 301 428 | 28 726 438   | |
| 15 czerwca 2018(dts)  | Ed Sheeran Anne-Marie (support) | ÷ Tour                            | 299 013 / 301 428 | 28 726 438   | |
| 16 czerwca 2018(dts)  | Ed Sheeran Anne-Marie (support) | ÷ Tour                            | 299 013 / 301 428 | 28 726 438   | |
| 17 czerwca 2018(dts)  | Ed Sheeran Anne-Marie (support) | ÷ Tour                            | 299 013 / 301 428 | 28 726 438   | |
| 22 czerwca 2018(dts)  | Taylor Swift Camila Cabello (support) Charli XCX (support) | Reputation Stadium Tour           | 143 427 / 143 427 | 12 214 933   | |
| 23 czerwca 2018(dts)  | Taylor Swift Camila Cabello (support) Charli XCX (support) | Reputation Stadium Tour           | 143 427 / 143 427 | 12 214 933   | |
| 1 czerwca 2019        | BTS | Love Yourself: Speak Yourself     | 114 583 / 114 583 | 13 545 702   | Koncert został wyprzedany w 90 minut. |
| 2 czerwca 2019        | BTS | Love Yourself: Speak Yourself     | 114 583 / 114 583 | 13 545 702   | Koncert został wyprzedany w 90 minut. |
| 21 lipca 2019         | Bon Jovi | This House is not for sale Tour   | 79 674 / 79 674   | 8 567 011    | |
| 29 sierpnia 2020      | Eagles | Hotel California 2020 Tour        |                   |              | |
| 30 sierpnia 2020      | Eagles | Hotel California 2020 Tour        |                   |              | |

## Statystyki występów na Wembley
| Wykonawca          | Liczba występów | Liczba występów     |
| Wykonawca          | ogólnie         | jako główna gwiazda |
| ------------------ | --------------- | ------------------- |
| Michael Jackson    | 15              | 15                  |
| Take That          | 13              | 12                  |
| The Rolling Stones | 12              | 12                  |
| U2                 | 11              | 10                  |
| Madonna            | 10              | 9                   |
| Ed Sheeran         | 15              | 12                  |
| Coldplay           | 7               | 6                   |
| Elton John         | 7               | 2                   |
| Bruce Springsteen  | 7               | 6                   |
| George Michael     | 6               | 2                   |
| Robbie Williams    | 6               | 2                   |